# Walter Wolf Racing
Walter Wolf Racing, más conocido como Wolf, fue un equipo y constructor canadiense de origen anglo-canadiense dedicado al automovilismo y fundado  por el empresario Walter Wolf. Es conocido por haber ganado su primera carrera como constructor de Fórmula 1, el Gran Premio de Argentina de 1977.

## Fórmula 1

### Primeros años

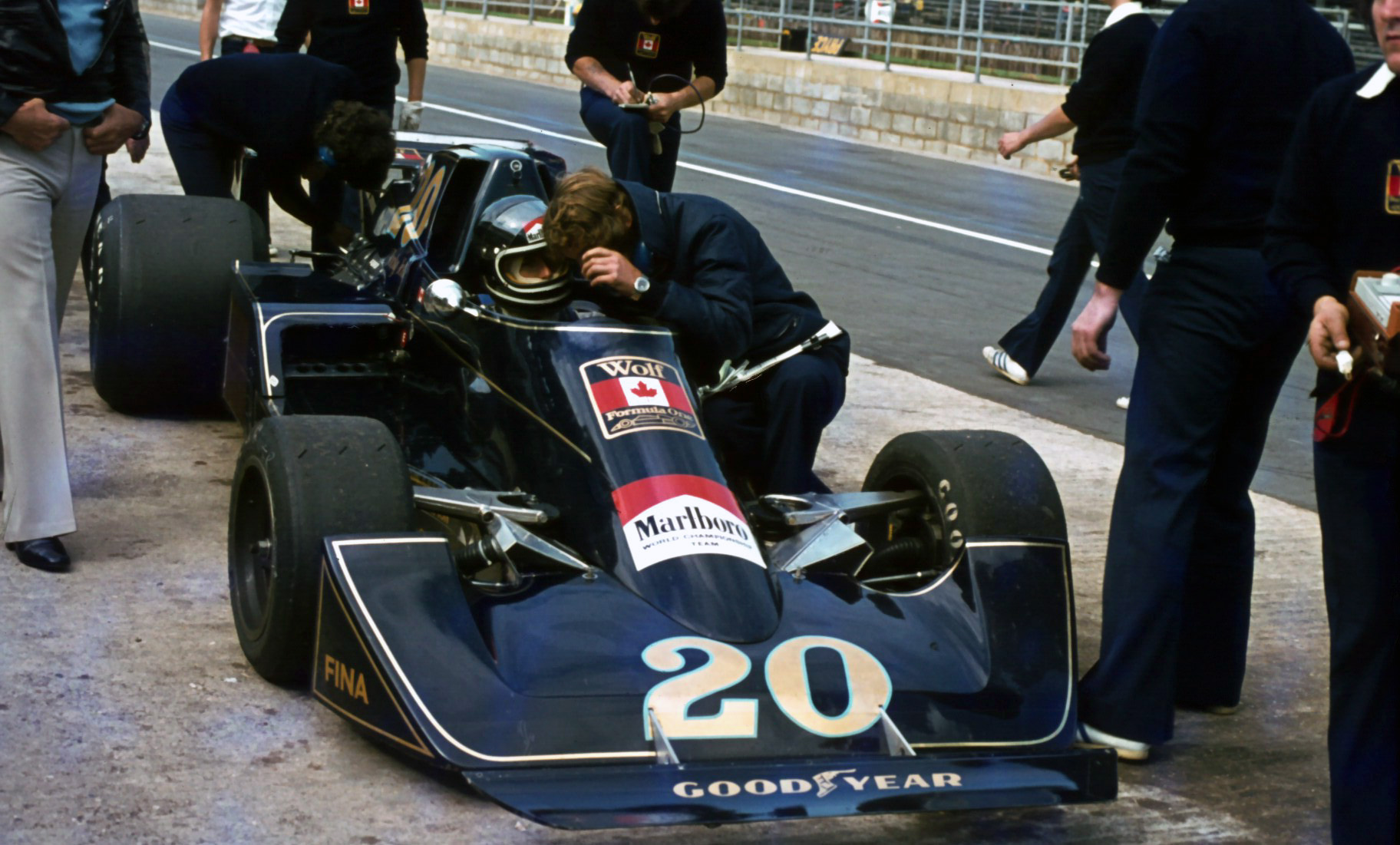
Jacky Ickx sobre el Wolf-Williams FW05.

En 1976, Walter Wolf, un empresario nacionalizado canadiense, compró el 60% de Frank Williams Racing Cars manteniendo a Frank Williams como gerente del equipo. Al mismo tiempo, Wolf compró los activos de Hesketh Racing y equipamientos de Embassy Hill, ambos equipos se retiraron recientemente del campeonato.
El equipo tenía su base en las instalaciones de Williams en Reading, pero usó mayoritariamente monoplazas basados en el 308 de Hesketh, bajo el nombre en el campeonato de Williams-Wolf.
Jacky Ickx y Michel Leclère fueron contratados en un primer momento, peor ambos abandonaron el equipo a mitad de año; Arturo Merzario remplazó a Ickx hasta final de temporada, y otros pilotos también corrieron algunas carreras en el lugar de Leclère.

### Debut como constructor
Para la temporada 1977 de Fórmula 1, Wolf quitó a Frank Williams de su cargo y lo sustituyó con Peter Warr. Frank finalmente abandonó la estructura, llevándose a otros miembros como Patrick Head para crear un nuevo equipo.
Para la primera carrera, Walter Wolf Racing contrató a Jody Scheckter como piloto, quien logró la primera victoria en la primera carrera del equipo en el Gran Premio de Argentina de 1977. El equipo consiguió dos victorias más en el resto de la temporada: una en el Gran Premio de Mónaco y otra en el Gran Premio de Canadá. Jody Scheckter quedó segundo en el campeonato de pilotos por detrás de Niki Lauda, con tres victorias y nueve podios en 17 Grandes Premios con un equipo debutante.

### Descenso

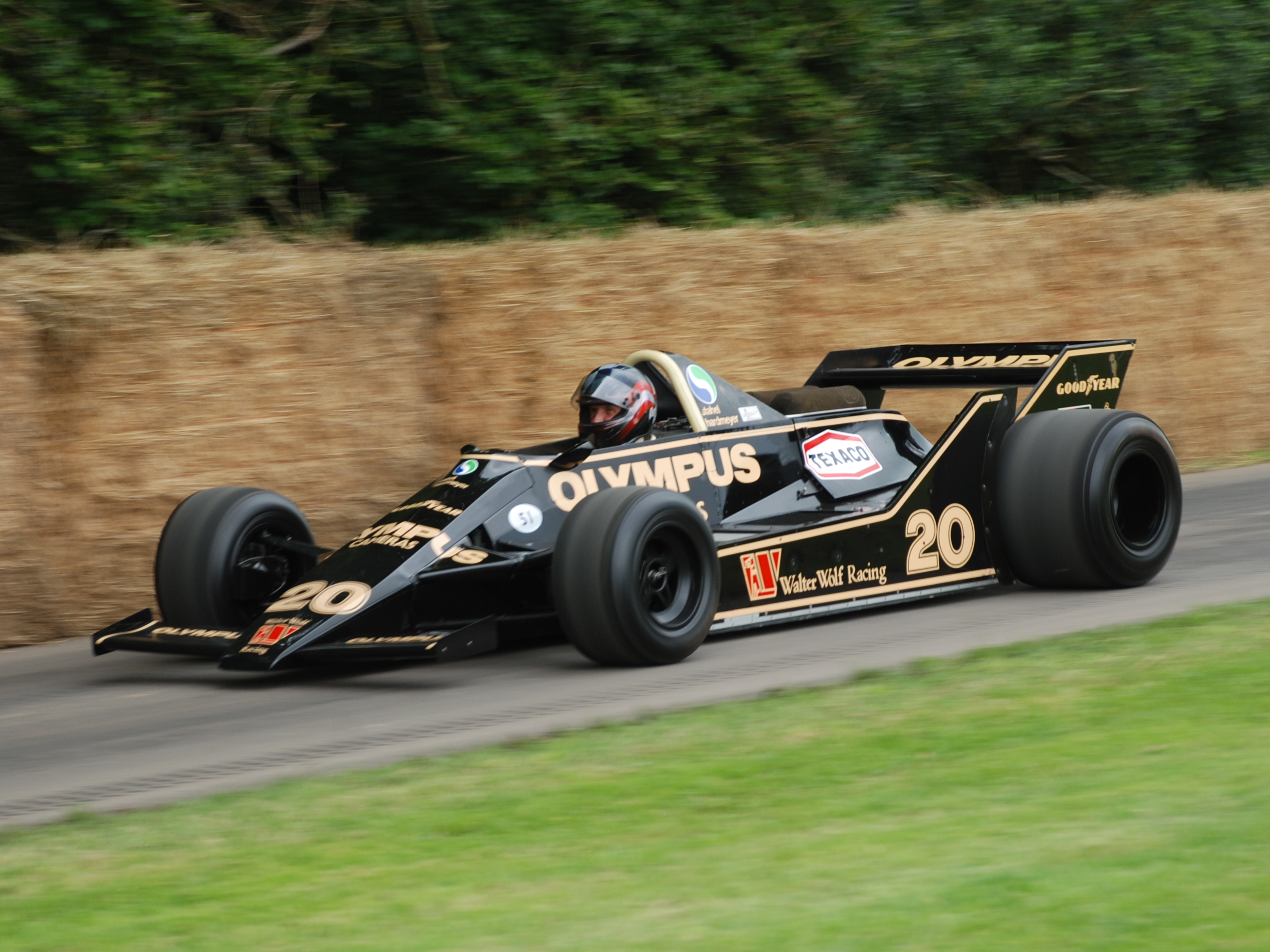
Wolf WR7, exhibido en 2016.

Al año siguiente, Wolf aspiraba al título, pero luego de cuatro carreras, el nuevo monoplaza resultó no ser tan efectivo como el predecesor. A pesar de la gran evolución durante la temporada no se consiguió victorias, lo contrario al equipo de Frank Williams. Scheckter acumuló cuatro podios y seis arribos en zona de puntos, de modo que finalizó séptimo en el clasificador, final tras lo cual partió a la Scuderia Ferrari.
En 1979 el equipo no tenía un buen monoplaza, las nuevas tecnologías y cambios de norma continuas (además de la guerra FISA-FOCA), hicieron de Wolf un equipo modesto que luchaban por acabar carreras, así que a finales de la temporada 1979 se retiraron, y vendieron activos al equipo Fittipaldi Automotive. Acabaron este campeonato con 0 puntos.

## Otras actividades
En sus inicios, también compitió en Can-Am, con un prototipo diseñado en conjunto con Dallara. Fue conducido por Chris Amon y el joven Gilles Villeneuve.
Walter Wolf también brindó asistencia a Lamborghini en el desarrollo del Countach, en tiempos donde la empresa italiana se encontraba con problemas económicos.

## Resultados

### Fórmula 1
(Clave) (negrita indica pole position) (cursiva indica vuelta rápida)

| Año     | Chasis          | Motor                    | Neu. | Pilotos        | 1   | 2   | 3   | 4   | 5   | 6   | 7   | 8   | 9   | 10  | 11  | 12  | 13  | 14  | 15  | 16  | 17  | Puntos | Pos. |
| ------- | --------------- | ------------------------ | ---- | -------------- | --- | --- | --- | --- | --- | --- | --- | --- | --- | --- | --- | --- | --- | --- | --- | --- | --- | ------ | ---- |
| 1977    | WR1             | Ford Cosworth DFV 3.0 V8 | G    |                | ARG | BRA | RSA | USW | ESP | MON | BEL | SWE | FRA | GBR | GER | AUT | NED | ITA | USA | CAN | JPN | 55     | 4.º  |
| 1977    | WR1             | Ford Cosworth DFV 3.0 V8 | G    | Jody Scheckter | 1   | Ret | 2   | 3   | 3   | 1   | Ret | Ret | Ret | Ret | 2   | Ret | 3   | Ret | 3   | 1   | 10  | 55     | 4.º  |
| 1978    | WR4 WR5 WR1 WR6 | Ford Cosworth DFV 3.0 V8 | G    |                | ARG | BRA | RSA | USW | MON | BEL | ESP | SWE | FRA | GBR | GER | AUT | NED | ITA | USA | CAN |     | 24     | 5.º  |
| 1978    | WR4 WR5 WR1 WR6 | Ford Cosworth DFV 3.0 V8 | G    | Jody Scheckter | 10  | Ret | Ret | Ret | 3   | Ret | 4   | Ret | 6   | Ret | 2   | Ret | 12  | 12  | 3   | 2   |     | 24     | 5.º  |
| 1978    | WR4 WR5 WR1 WR6 | Ford Cosworth DFV 3.0 V8 | G    | Bobby Rahal    |     |     |     |     |     |     |     |     |     |     |     |     |     |     | 12  | Ret |     | 24     | 5.º  |
| 1979    | WR7 WR8 WR9     | Ford Cosworth DFV 3.0 V8 | G    |                | ARG | BRA | RSA | USW | ESP | BEL | MON | FRA | GBR | GER | AUT | NED | ITA | CAN | USA |     |     | 0      | 15.º |
| 1979    | WR7 WR8 WR9     | Ford Cosworth DFV 3.0 V8 | G    | James Hunt     | Ret | Ret | 8   | Ret | Ret | Ret | Ret |     |     |     |     |     |     |     |     |     |     | 0      | 15.º |
| 1979    | WR7 WR8 WR9     | Ford Cosworth DFV 3.0 V8 | G    | Keke Rosberg   |     |     |     |     |     |     |     | 9   | Ret | Ret | Ret | Ret | Ret | DNQ | Ret |     |     | 0      | 15.º |
| Fuente: |                 |                          |      |                |     |     |     |     |     |     |     |     |     |     |     |     |     |     |     |     |     |        |      |